# Try (chanson)
Singles de Pink
Blow Me (One Last Kiss)
(2012) Just Give Me a Reason
(2013)
Try est le second single de l'artiste américaine Pink, extrait de son sixième album studio The Truth About Love sorti en 2012.

## Composition et paroles
Try est une ballade rock initialement composée et produite par les membres du groupe GoNorthToGoSouth (groupe composé de Ben West et Michael Busbee), puis reprise par Pink et produite par Greg Kurstin. Le 6 septembre 2012, le single est diffusé pour la première fois sur une radio australienne. La « lyric video » a été mise en ligne le 12 septembre 2012.

## Accueil

### Clip vidéo
Le clip de Try, mis en ligne le 10 octobre 2012, met en scène la chanteuse et le danseur Colt Prattes dans une danse passionnelle et intense pleine d’acrobaties, inspirée de la danse apache[réf. nécessaire] et chorégraphiée par le Français Sébastien Stella.

## Liste des pistes
| Téléchargement digital / CD Single | Téléchargement digital / CD Single | Téléchargement digital / CD Single        | Téléchargement digital / CD Single | Téléchargement digital / CD Single | Téléchargement digital / CD Single | Téléchargement digital / CD Single | Téléchargement digital / CD Single | Téléchargement digital / CD Single | Téléchargement digital / CD Single |
| No                                 | Titre                              | Auteur                                    | Producteur(s)                      | Durée                              |                                    |                                    |                                    |                                    |                                    |
| ---------------------------------- | ---------------------------------- | ----------------------------------------- | ---------------------------------- | ---------------------------------- | ---------------------------------- | ---------------------------------- | ---------------------------------- | ---------------------------------- | ---------------------------------- |
| 1.                                 | Try                                | Busbee (en), Ben West                     | Greg Kurstin                       | 4:07                               |                                    |                                    |                                    |                                    |                                    |
| 2.                                 | My Signature Move                  | Alecia Moore, Butch Walker, Jake Sinclair | Butch Walker                       | 3:44                               |                                    |                                    |                                    |                                    |                                    |
| 7:51                               |                                    |                                           |                                    |                                    |                                    |                                    |                                    |                                    |                                    |

## Classement et certification
| Classement (2012)                       | Meilleure position |
| --------------------------------------- | ------------------ |
| Australie (ARIA)                        | 6                  |
| Autriche (Ö3 Austria Top 40)            | 3                  |
| Belgique (Flandre Ultratop 50 Singles)  | 16                 |
| Belgique (Wallonie Ultratop 50 Singles) | 10                 |
| Brésil (Hot 100 Airplay)                | 20                 |
| Brésil (Hot Pop & Popular)              | 7                  |
| Canada (Hot 100)                        | 4                  |
| Croatie (Airplay Radio Chart)           | 6                  |
| Tchéquie (IFPI Rádio)                   | 2                  |
| Danemark (Tracklisten)                  | 15                 |
| France (SNEP)                           | 15                 |
| Allemagne (Media Control AG)            | 2                  |
| Grèce                                   | 1                  |
| Hongrie (Rádiós Top 40)                 | 2                  |
| Hongrie (Single Top 40)                 | 4                  |
| Irlande (IRMA)                          | 12                 |
| Italie (FIMI)                           | 2                  |
| Liban (Lebanese Top 20)                 | 10                 |
| Pays-Bas (Nederlandse Top 40)           | 19                 |
| Nouvelle-Zélande (RMNZ)                 | 7                  |
| Norvège (VG-lista)                      | 13                 |
| Roumanie (Romanian Top 100)             | 13                 |
| Écosse (OCC)                            | 5                  |
| Slovaquie (IFPI Rádio)                  | 1                  |
| Espagne (PROMUSICAE)                    | 8                  |
| Suède (Sverigetopplistan)               | 47                 |
| Suisse (Schweizer Hitparade)            | 2                  |
| Royaume-Uni (UK Singles Chart)          | 2                  |
| États-Unis (Hot 100)                    | 9                  |
| États-Unis (Adult Pop Songs)            | 3                  |
| États-Unis (Pop Airplay)                | 7                  |

| Pays             | Organisme  | Certification | Ventes    |
| ---------------- | ---------- | ------------- | --------- |
| Allemagne        | BVMI       | Platine       | 300 000   |
| Australie        | ARIA       | 4 × Platine   | 280 000   |
| Autriche         | IFPI       | Or            | 15 000    |
| Belgique         | BEA        | Or            | 15 000    |
| Danemark         | IFPI       | Platine       | 30 000    |
| Canada           | CRIA       | 3 × Platine   | 240 000   |
| Espagne          | Promusicae | Or            | 20 000    |
| États-Unis       | RIAA       | Platine       | 2 000 000 |
| Italie           | FIMI       | Platine       | 60 000    |
| Mexique          | Amprofon   | Or            | 30 000    |
| Nouvelle-Zélande | RIANZ      | Platine       | 15 000    |
| Royaume-Uni      | BPI        | Argent        | 200 000   |
| Suède            | GLF        | Platine       | 40 000    |
| Suisse           | (IFPI)     | 2 × Platine   | 60 000    |

## Historique de sortie
| Pays        | Date             | Format                  | Label       |
| ----------- | ---------------- | ----------------------- | ----------- |
| Royaume-Uni | 29 octobre 2012  | Hot AC radio            | RCA Records |
| Royaume-Uni | 30 octobre 2012  | Top 40/Mainstream radio | RCA Records |
| Allemagne   | 16 novembre 2012 | CD single               | Sony Music  |
| Royaume-Uni | 16 novembre 2012 | Téléchargement digital  | RCA Records |